# Гай Сульпиций Гальба (претор)
Гай Сульпиций Га́льба (лат. Gaius Sulpicius Galba; умер после 171 года до н. э.) — римский политический деятель из патрицианского рода Сульпициев, претор 171 года до н. э.

## Биография
Гай Сульпиций принадлежал к знатному патрицианскому роду. Предположительно он был внуком двукратного консула Публия Сульпиция Гальбы Максима и сыном ещё одного Гая Сульпиция Гальбы, из-за ранней смерти (в 199 году до н. э.) успевшего стать только членом коллегии понтификов.
Гай-младший в 174 году до н. э. тоже стал понтификом вместо умершего Гнея Сервилия Цепиона. В 171 году до н. э. он занял должность претора, причём городского (praetor urbanus), то есть получил самое почётное место в коллегии. Гальбе пришлось приложить усилия, чтобы заставить консула-плебея Гая Кассия Лонгина отказаться от идеи самовольного похода на Македонию.